# 江戸相撲安永6年10月場所
江戸相撲安永6年10月場所（えどすもうあんえい6ねん10がつばしょ）は、安永6年（1777年）10月に開催された江戸相撲（大相撲の前身）の本場所。興行場所は深川八幡神社。

## 幕内番付・星取表
| 東               | 東               | 東             | 番付      | 西               | 西               | 西               |
| 備考             | 成績             | 力士名         | 番付      | 力士名           | 成績             | 備考             |
| ---------------- | ---------------- | -------------- | --------- | ---------------- | ---------------- | ---------------- |
| 新大関（第55代） | 全休             | 源氏森繁右エ門 | 大関      | 鷲ヶ峰瀧右エ門   | 全休             | 新大関（第56代） |
|                  | 1敗7休           | 鏡山増右エ門   | 関脇      | 伊勢海億右エ門   | 全休             |                  |
|                  | 1勝3敗1分3休     | 天津風貞右エ門 | 小結      | 谷風梶之助       | 5勝1敗1分1預     |                  |
|                  | 4勝1敗1無勝負2休 | 稲川政右エ門   | 前頭筆頭  | 虹ヶ嶽杣右エ門   | 6勝2敗           |                  |
|                  | 5勝1敗1分1預     | 大石勘太夫     | 前頭2枚目 | 十万ノ海捷右エ門 | 2勝2敗1分3休     |                  |
|                  | 3勝1敗1分3休     | 風師山龍右エ門 | 前頭3枚目 | 越ノ海勇藏       | 4勝2敗1分1無勝負 |                  |
|                  | 4勝2敗1分1預     | 苫ヶ嶋浦右エ門 | 前頭4枚目 | 三國山兵太夫     | 6敗2休           |                  |

## 備考
- この時代の江戸相撲においては優勝力士という概念は存在していないが、後に定められた優勝制度を遡って準用することができる。本場所においては、谷風が優勝相当、虹ヶ嶽と大石が優勝同点相当となる[注釈 1]。